# 幼子イエスを礼拝する聖母と聖ヨセフ
『幼子イエスを礼拝する聖母と聖ヨセフ』（おさなごイエスをれいはいするせいぼとせいヨセフ、伊: Adorazione del Bambino、英: The Virgin adoring the Child with Saint Joseph）は、イタリア・ルネサンスの画家フラ・バルトロメオが1511年以前に板上に油彩で制作した絵画で、個人祈祷用のための作品である。画家が居住し、仕事をしていたフィレンツェのサン・マルコ修道院 (現在は美術館) の文書に、本作がアラマンノ・サルヴィアーティ (Alamanno Salviati) により息子のアヴェラルド (Averardo) のために委嘱されたと記録されている。作品は、1924年にモンド (Mond) 氏の遺贈によりロンドン・ナショナル・ギャラリーに収蔵された。

## 作品
ルーヴル美術館に保存されているフラ・バルトロメオの素描は、この絵画の本来の構図が違ったものであったことを示唆している。その素描では、聖母マリア、幼子イエス・キリスト、聖ヨセフの3人の人物像が完全に支配的で、前景に洗礼者ヨハネがいる。本作はフラ・バルトロメオがマリオット・アルベルティネッリと共同制作を行っていた時期のもので、アルベルティネッリは、現在ローマのボルゲーゼ美術館にある彼自身の作品のために本作をモデルとして用いた可能性がある。
絵画に表されているのは、右側の地面に跪いて、礼拝のために両手を合わせている聖母マリア、左側の地面に裸足で座ってイエスを見つめている、髭のない老人として描かれている聖ヨセフ、地面に横たわり、一種の枕の上に身体を曲げて胸の上に手を載せている幼子イエスである。宗教的主題の作品では非常に頻繁に登場するこの場面は、イエスの慎ましい出生を記録する意図があり、ベツレヘムの城壁の外側に設定されている。この絵画の場面は、いくつかの異例の細部によって豊かなものとなっている。それらは、背景にある、気まぐれとして描かれているような遺跡、市の門上にフレスコ画を描いている足場の上の何人かの人物像、背景に描かれ、ほかの人物像から離れている洗礼者ヨハネである。彼は明らかにヘロデ大王の幼児虐殺から逃れてきたのである。
本作に見られる貞淑な優しさの雰囲気と柔和な人物像はフラ・バルトロメオに典型的であるが、微妙なキアロスクーロの技法はレオナルド・ダ・ヴィンチの影響を示している。聖ヨセフの堂々とした身体はミケランジェロの影響を示しているが、その顔立ちはフラ・バルトロメオのものである。
一方、本作の構図と色彩表現は、1508年のフラ・バルトロメオのヴェネツィア訪問の影響を受けている。広い風景、日常の仕事をしている小さく描かれた人物像、光の表現への関心は、画家がヴェネツィア派の画家たち、とりわけジョヴァンニ・ベッリーニとジョルジョーネの作品を知っていたことを示唆している。